# Bitwa pod Corpahuaico
Bitwa na przełęczy Corpahuaico – starcie zbrojne, które miało miejsce w dniu 3 grudnia 1824 r. w trakcie wojen niepodległościowych w Ameryce Łacińskiej (wojna o niepodległość Peru), zakończone zwycięstwem zwolenników utrzymania związków z Hiszpanią (rojalistów).

## Przyczyna bitwy
W wyniku porażki w bitwie pod Junin rojalistyczna Armia Północna została zmuszona do odwrotu za rzekę Pampas, a wicekról de La Serna podjął decyzję o skoncentrowania wszystkich sił przeciwko patriotom Bolivara. W konsekwencji z Górnego Peru powróciły oddziały dowodzone przez generała Gerónimo Valdésa. Decydujące zwycięstwo sił patriotycznych pod Junin umocniło władzę dyktatorską Bolivara w Peru i umożliwiło jego wojskom zdobycie Limy i zajęcie znacznych obszarów Peru opuszczonych przez rojalistów.
Simon Bolivar zatrzymał ofensywę patriotów na linii rzeki Pampas celem umocnienia władzy republikanów w zdobytych regionach Peru i podjęcia negocjacji ze zbuntowanym wobec wicekróla de La Serny rojalistycznym generałem Olanetą.
Wicekról de La Serna podjął decyzję o zaatakowaniu sił patriotycznych dowodzonych przez generała Antonio Jose de Sucre, obsadzających linię rzeki Pampas i objął osobiste dowództwo nad armią. 20 listopada i 22 listopada siły rojalistyczne podjęły dwie próby przekroczenie rzeki, ale zostały odparte przez patriotów. W konsekwencji 26 listopada 1824 r. rojaliści rozpoczęli manewr okrążający i zmusili armię de Sucre do marszu w kierunku Humanagi. Kolumnę wojsk patriotycznych osłaniała idąca na tyle trzybatalionowa dywizja dowodzona przez gen. Lara oraz kawaleria dowodzona przez gen. Millera. Wraz z dywizją Lary poruszały się tabory armii i dwie będące na jej wyposażeniu armaty.

## Przebieg bitwy
Popołudniem 3 grudnia 1824 r. przechodzący przez przełęcz Corpahuaico patrioci zostali zaskoczeni przez rojalistyczną Dywizję Awangardy gen. Valdésa, liczącą cztery bataliony piechoty, dwa szwadrony kawalerii i cztery armaty. Uderzając niespodziewanie z południa Valdés rozproszył dywizję Lary i zdobył jedną z republikańskich armat oraz porzucone przez wycofujących się patriotów tabory. Dalsze postępy rojalistów powstrzymało nadejście kawalerii Millera, który opanował panikę w szeregach patriotów i silnym ostrzałem osłonił odwrót pozostałości dywizji Lary i taborów oraz ostatniej ocalałej republikańskiej armaty w ślad za armią de Sucre. Walkę przerwały zapadające ciemności.

## Skutki bitwy
Utraciwszy część wyposażenia i pod wpływem porażki de Sucre oderwał swoje siły od ścigających go rojalistów i wycofał się do La Quinua. Nie miał zdolności dalszego manewrowania celem zajęcia lepszej pozycji obronnej i został zmuszony do przyjęcia narzuconej mu bitwy w rejonie Ayacucho.